# 鲁普纳加尔
鲁普纳加尔（Rupnagar），是印度旁遮普邦Rupnagar县的一个城镇。总人口48165（2001年）。

## 人口
该地2001年总人口48165人，其中男性25563人，女性22602人；0—6岁人口5370人，其中男2952人，女2418人；识字率74.77%，其中男性为77.52%，女性为71.67%。